# Кінопремія «Вибір критиків»
Кінопремія «Вибір критиків» (англ. Critics' Choice Movie Awards, також знана як Broadcast Film Critics Association Award) — щорічна церемонія нагородження Асоціацією телекінокритиків (BFCA) за досягнення у кінематографі. Номінантів оголошують у грудні. Переможців визначають подальшим голосуванням і оголошують на церемонії у січні наступного року. Додаткові, спеціальні нагороди присуджують на розсуд Ради директорів BFCA.
З 2006 по 2009 рік церемонія нагородження проходила у конференц-центрі Santa Monica Civic Auditorium. З 2010 по 2012 рік вона відбувалася у відреставрованому театрі Hollywood Palladium у Голлівуді. Телетрансляція у 2013 перенеслась із каналу VH1 на The CW. У жовтні 2014 року право трансляції перейшло на A&E.

## Список номінацій
- Найкращий екшн
- Найкращий акторський склад
- Найкраща чоловіча роль
- Найкраща жіноча роль
- Найкраща чоловіча роль в екшні
- Найкраща жіноча роль в екшні
- Найкраща чоловіча роль у комедії
- Найкраща жіноча роль у комедії
- Найкращий анімаційний фільм
- Найкраща робота художника-постановника
- Найкраща операторська робота
- Найкраща комедія
- Найкращий композитор
- Найкращий дизайн костюмів
- Найкращий режисер
- Найкращий документальний фільм
- Найкращий монтаж
- Найкращий сімейний фільм
- Найкращий фільм іноземною мовою
- Найкращий грим
- Найкращий фільм
- Найкращий оригінальний / адаптований сценарій
- Найкраща пісня
- Найкращий звук
- Найкраща чоловіча роль другого плану
- Найкраща жіноча роль другого плану
- Найкращі візуальні ефекти
- Найкращий молодий актор / акторка
- Найкращий науково-фантастичний фільм/горор